# Акита (пас)
Акита је врста пса која потиче из истоимене јапанске провинције на острву Хоншу. Постоје две различите сорте Аките: јапанска врста, најчешће називана Акита Ину (ину значи пас на јапанском) или Јапанска Акита и друга, америчка врста, која се зове Акита или Америчка Акита. Разлика између ове две врсте је што америчка може имати све боје, док су код јапанске аките  признате само одабране четири боје и то црвена, жућкасто смеђа, тиграста и бела, при чему све боје морају имати беличасту длаку на образима, странама њушке, врату, грудима, телу и репу.

## Основно
- Мужјак
  - Висина од 66 до 71 cm.
  - Тежина од 45 до 60
- Женка
  - Висина од 61 до 66 cm.
  - Тежина од 32 до 45

## Историја
После долази до рестаурације царске власти у којима су доста учествовали и самураји, те акита постаје позната као пас којег само јапански племићи могу да поседују.
Кроз историју се мењао изглед аките због укрштања са различитим расама, од тоса ину до мастифа и немачких овчара. Као резултат тога, величина аките се повећала. Велико искушење акита је имала током Другог светског рата, јер су аките биле убијане због меса и крзна. Полиција је донела наредбу да се сви пси, сем немачког овчара који се користио у војне сврхе, конфискују ради хране и прављења војне одеће. Неки љубитељи ове расе покушали су заобићи ову наредбу тако што су укрштали аките са немачким овчарима. Као резултат тога, касније су настале америчке аките. После Другог светског рата, остало је само 30 примерака аките!
У међувремену, услед миграција и присуства војних снага у Јапану, раса се проширила и на друге континенте. У Америци је развијена посебна подврсту - америчка акита. Први клуб одгајивача ове расе формиран је 1956. године, а 1972. године амерички кинолошки савез прихватио је америчку акиту као расу. У то време између САД и Јапана није постојао споразум о међусобном признавању педигреа тако да мешање крвних линија није било могуће, што је довело до појаве значајних разлика и издвајања расе. Док су амерички одгајивачи наставили традицију из 1956. године, јапански одгајивачи радили су на враћању расе у првобитну чисту расу укрштањем са Матаги акитама.
Акита је јако цењена у Јапану и представља један од националних симбола Јапана. Осим Јапана, акита је веома цењена и у Европи и САД. У Француску је стигао 1981. године.

## Карактеристике пса

### Нарав
Aкита се сматра опасним псом који може напасти човека. Најчешће је неповерљив према странцима према којима може бити агресиван, па је неопходна социјализација. Такође, мужјаци аките често су ћудљиви и нестални и непријатељски настројени у сусрету са другим мужјацима било које расе. Женке су углавном мирније природе, племенитије и лакше их је контролисати. Због своје привржености, акита ће бити најсрећнија у кући или стану поред свог власника. Уколико проводи превише времена сам, може постати деструктиван. 

### Глава
Лобања је пропорционална у односу на чело, које је широко а фронтална улубина је јасна, без набора. Ноздрве су дебеле и црне. Недостатак на губици прихватљив је само код примерака беле боје. Њушка је умерено дуга и јака, основа је широка. Предњи део главе је прав. 
Очи су релативно ситне, готово троугласте с обзиром да је спољни очни угао незнатно повучен нагоре, умерен размак између очију, загаситосмеђе боје. Уши су релативно мале, троугласте, мало округласте на крајевима, умерено размакнуте, усправне и укошене ка напред. Врат је дебео и мишићав, без подгушњака, сразмеран у односу на главу.

### Тело
Леђа су права и чврста, а груди су високе. Ребра су умерено свинута, а акита има добро развијену грудну кост. Стомак је лепо уздигнут. Плећке су умерено косе и развијене, а лактови су у складу са трупом.
Реп је високо усађен, дебео и држи се увијен високо на леђима. Ноге су широке, обле, избочене и збијене, а кретање је еластично и снажно.
Заштитна длака је тврда и права, а поддлака је нежна и густа. Вратни гребен и бокови прекривени су мало дужом длаком, док је длака репа од длаке на осталом делу тела. 

## Нега и здравље
Због карактера и здравља, акита захтева сталну менталну и физичку активност. Зато је отворен простор битан, сама шетња са повоцем није довољна, већ џогирање. Добро подносе изузетно хладне услове живота, док претерано топло време лоше утиче на њих. Четкање се препоручује једном недељно, а у периоду лињања и чешће. 
Овај јапански пас је успео да превазиђе велики број болести које је у 19. веку готово константно имао. Данас представља једну здраву расу која ипак може оболети од неких болести. Већи здравствени проблеми које може добити акита су коронарна артеријска болест и прогресивна атрофија мрежњаче.
Животни век аките је од 11 до 15 година. Женка аките оштени 3-12 штенаца, а просек је 7-8.